# Edgar Burgess
Edgar Richard Burgess (Kensington, Londres, 23 de setembre de 1891 – Tànger, Marroc, 23 d'abril de 1952) va ser un remer anglès que va competir a començaments del segle xx.
Nascut a Londres, estudià a l'Eton College i al Magdalen College, on es diplomà en antropologia.
El 1912 va prendre part en els Jocs Olímpics d'Estocolm, on guanyà la medalla d'or en la competició de vuit amb timoner del programa de rem. Era l'únic home de la tripulació que no havia guanyat la regata Oxford-Cambridge. El 1913 guanyà l'Oxford-Cambridge amb l'equip d'Oxford.
Burgess era membre de l'Inner Temple i passà la major part dels seus anys treballant pel Servei de Política del Sudan. Era membre de la Societat Zoològica de Londres. En retirar-se marxà a viure al Marroc, on morí a casa seva de Tànger.